# Futbol Club Tàrraco
El Futbol Club Tàrraco és un club de futbol de la ciutat de Tarragona. Va ser fundat el 23 de novembre de 2012 i actualment té 4 equips de futbol base, dos femenins amateurs, un que milita a 2a Catalana i l'altre de futbol 7, el Tàrraco-Solc amb diversitats funcionals i un amateur masculí que milita a la Quarta Catalana.
El club és gestionat per la seva pròpia afició a través de l'accionariat popular, seguint el model d'altres clubs europeus que sorgeixen amb el propòsit de treballar per un futbol més just, solidari, crític i social. Juga a l'Estadi Municipal de Campclar, estadi que actualment gestiona el mateix FC Tàrraco.